# ディプロマミル
ディプロマミル（英語: diploma mill）またはディグリーミル（英語: degree mill）とは、実際に就学せずとも金銭と引き換えに高等教育の「学位」を授与すると称する機関・組織・団体・非認定大学のことである。それらの活動は学位商法（がくいしょうほう）とも呼ばれる。
転じて、アメリカ英語のスラングで、入学卒業が非常に容易な大学を皮肉をこめてこう呼ぶ。なお、このような転用がみられるのは、アメリカ合衆国の大学では、入学は容易だが卒業認定は厳格なのが普通であるためである。

## 欧米におけるディプロマミル

### 問題点
ディプロマミルは、公式の認定団体から認定されていないところがほとんどであり、学歴詐称まがいの行為を誘発するものとしてアメリカでは大きな社会問題となっている。
「公式ウェブサイト」を持つところもあるが、正式な教育機関（日本でいう、学校教育法上の「学校」）とは認められていないため、トップレベルドメインが.eduではなく.orgや.netになっているのが特徴である（多くが“アメリカ所在”を自称する）。なお、.comは商用を表すcommercialの省略なので、使用する団体はない。
さらに「Creighton University」と「Clayton University」（いずれも日本語表記はクレイトン大学）、「ハミルトン・カレッジ」と「ハミルトン大学」（universityもcollegeも日本では区別されずに大学と訳されるが厳密には別物）、「ハワイ大学」と「ホノルル大学」のように日本人にとっては誤認しやすい名称が付けられている場合もあり、注意が必要である。
ちなみにアメリカでもディプロマミルとディグリーミルは良く混同されているが、区別する場合は：
- 偽（非認定）大学から「正式な」学位を授与されるのが「ディプロマミル」
- 実在する大学の学位（学位記、すなわち卒業証書）を偽造して授与するのが「ディグリーミル」

だとされる。この項目で主に扱っているのは前者でありそちらも問題ではあるが、後者の方は明らかな学歴詐称であり犯罪行為である。

### アメリカにおける質保証の取り組み
もともとアメリカ合衆国では大学の設置基準に関する業務の権限を連邦政府ではなく州政府が有しているが、州政府の関与の度合いが各州で異なるほか、地理的条件から遠隔地教育も発達している。そのため質の低い高等教育機関から州民を保護し、社会に対して高い質を保証する制度が必要とされてきた。
それゆえ20世紀前半には大学や専門職団体などが組織する第三者機関であるアクレディテーション（適格認定団体）が各地に組織されるようになり、大学が適格認定を受けることに力を入れることが一般的になった。このような適格認定の制度は諸外国に広まった。

### ヨーロッパにおける質保証の取り組み
ヨーロッパでも高等教育機関の質保証の取り組みの動きがあり、1953年には「大学への入学に導く卒業証書の同等性に関するヨーロッパ協定」、1979年には「ヨーロッパ地域の高等教育に関する学修、卒業証書および学位の承認に関する協定」が締結され、欧州内の学位の相互承認システムを通して質的な保証を行うシステムが発達した。
1987年にはエラスムス計画が正式決定され、加盟国間の大学間交流協定等による共同教育プログラムを積み重ねる「ヨーロッパ大学間ネットワーク」を構築することで学生の流動性を高めるとともに質的な保証を高める取り組みが始まった。

## 日本におけるディプロマミル

### 定義
ディプロマミルは国内でも問題視されており、文部科学省は「国際的な大学の質保証に関する調査研究協力者会議」（第3回、2003年11月28日）でこの問題を取り扱っている。この会議の「国際的な大学の質保証作業部会」では米国CHEA(Commission for Higher Education Accreditation、高等教育保証委員会)のディプロマミルの指標を引用しており、その指標は、以下のとおりである。
- バブル期、歩いて行けるアメリカの大学と皮肉られていた。
- 学位が金銭で買える
- その証拠がないのにアクレディテーションを受けているような言及がある
- 認定されているといっている場合にしても、その認定しているアクレディテーション団体が偽物か認定権限のない団体だったりする[注釈 1]
- 連邦や州の設置許可を受けていない
- 学生の出席要件が（あれば）小さい/学生の単位取得要件となる課業量が少ない
- 学位取得までの期間が短すぎる
- 経験や履歴書だけで学位が取れる[注釈 2]/逆に正統な教育を行うにしては経費が安い
- 今までその大学から博士号を取得した学生がいるにもかかわらず、その人物が提出したはずの博士論文がProQuest[注釈 3]のデータベースに存在しない
- 授業日数や授業時間と言った単位ではなく、学位単位でかかる金額が変わる
- キャンパスの住所が示されていない＝私書箱しかない、事務所がビルの一室だったりする
- アメリカの教育機関のはずなのに住所が他の国になっている
- 教員の名前や肩書きが公表されていない
- 有名大学に似せた名前をつけている
- その証拠がないのに出版物があるような言及がある

この作業部会では、高等教育の品質維持及び消費者保護の観点から対策が必要であると結論付けており、その対策として、各国の大学等の位置付けやその学位等の国際的通用性に関する、大学、学習者、雇用主等社会一般が活用できる信頼性の高い情報の収集・提供のための国際的なネットワークを整備することが必要であるとしている。

### 現状
文部科学省は2007年7月に、ディプロマミルと疑われる博士号を国内または海外で取得して、その学位で日本国内で大学教員の採用などに悪用されている実態を把握するために、国公私立大を対象に全国調査に乗り出した。その後日本で2004～2006年度で全国4大学に4人、「真正な学位と紛らわしい呼称」によって採用・昇進した教員がいたことを2007年12月27日発表した。また同調査結果によると、そうした呼称が大学の冊子やホームページで表示されていた事例が、大学は42校43人、短大は4校5人、総計46校で48人の大学教員についてあったことが明らかになった。
なお、この調査では2004年度-2006年度に採用・昇進した教員のみを調査対象としているが、ディプロマミルを研究する小島茂・静岡県立大学大学院教授によれば、日本国内の大学・短大の全教員のうち出所が疑わしい学位を元に採用された者は数十人にのぼると指摘している。
文部科学省はこれらの問題の対策として、各大学に対しウェブサイトにおける教育情報の公表を要請し、その中で各教員が有する研究業績および取得学位の掲載を求めている。また学位規則では、学位の名称を使用する際には専攻分野のみならず、授与機関名をも併せて付記することを求めている（文科省学位規則第11条）。しかし、これらの記載を省略して、プロフィール等に単に「◯◯学博士」とだけ記載して、学位の名称を使用するケースが多数見られる状況である。

### 背景
アメリカのディプロマミルの存在は数十年前から知られていたが、日本では大学のブランドを重視するため、アメリカの無名の大学の学位を貰ったところで使い道が無く、日本人研究者や大学教官・教員が利用することは稀だった。
それが昨今話題となるのは、大学院が増加していることに関連がある。原則として、博士課程を担当する教官・教員は博士号を持つことが条件とされる。しかし、かつての博士課程では在学中の学位取得が困難であった分野があり、中堅以上で研究実績がある大学教員であっても、博士号を取得していない者が多数存在する。
また、大学院重点化につれて、博士課程在学中の学位取得が不可能ではなくなったことにより、若手研究者の多くが学位を取得している一方で、それ以前の博士課程に所属していた中堅以上の研究者が学位を取得していないという状況も、不正な学位取得の背景としてある。
さらに、博士課程在学中の学位取得が奨励されると同時に、大学等への研究職の採用への応募条件として博士取得が必須の条件となっていったことも、不正な学位取得を生み出した背景としてあげられる。

### 日本における法的問題
日本の学校教育法では、大学の設立には文部科学大臣の認可が必要であり、それ以外の教育施設が大学や大学院を名乗る事は禁止されている。これに違反した場合、10万円以下の罰金が科される。
また学位授与の権限は、上記の条件に適う大学と、独立行政法人大学改革支援・学位授与機構にのみ認められている。ディプロマミルは上記の条件を充たす教育機関ではないから、日本国内でディプロマミルが大学や大学院を名乗ったり、それが学位を授与することは違法行為となる。また、ディプロマミルの修士号や博士号を公的に使用していた場合、称号詐称の罪（軽犯罪法第1条15項）で処罰される可能性もある。
ただし、ディプロマミルの中には、上記の法の抜け穴を利用して自らの行為を正当化するものがある。例えば、日本の学校教育法の効力が及ばない外国（主としてアメリカ合衆国）に本拠を置くことを装ったり、授与するものは「学位」ではなく単なる「称号」や「商標使用権」である（「特許大学」の事例）とする、などである。

## 海外

### 中華人民共和国
ディプロマミルのことを「野鶏大学」（野生の鶏の大学）と呼ぶ。語源は不明だが、「政府や官庁の認定を受けていない大学」と「レベルが低すぎて意味のない大学」両方を指す。中国国内の大学より、海外留学先のことを指すのが多い。